# Bridgeview (Illinois)
Bridgeview es una localidad ubicada en el condado de Cook en el estado estadounidense de Illinois, ubicada a unos 21 kilómetros al suroeste de la ciudad de Chicago. En el Censo de 2020 tenía una población de 17027 habitantes y una densidad poblacional de 1.582,43 personas por km².
Es la sede del Chicago Red Stars, un equipo de fútbol de la NWSL, que juega en el estadio de fútbol SeatGeekStadium.

## Geografía
Bridgeview se encuentra ubicada en las coordenadas 41°44′25″N 87°48′24″O / 41.74028, -87.80667. Según la Oficina del Censo de los Estados Unidos, Bridgeview tiene una superficie total de 10.76 km², de la cual 10.76 km² corresponden a tierra firme y (0%) 0 km² es agua.

## Demografía
Según el censo de 2010, había 16446 personas residiendo en Bridgeview. La densidad de población era de 1.528,98 hab./km². De los 16446 habitantes, Bridgeview estaba compuesto por el 84.46% blancos, el 2.92% eran afroamericanos, el 0.16% eran amerindios, el 3.06% eran asiáticos, el 0.01% eran isleños del Pacífico, el 6.57% eran de otras razas y el 2.82% pertenecían a dos o más razas. Del total de la población el 15.68% eran hispanos o latinos de cualquier raza.

## Educación
Distritos escolares públicos de las escuelas primarias y medias que sirven a Bridgeview son:
- Distrito Escolar 104 del Condado de Cook[8]
- Indian Springs School District 109
- North Palos School District 117
- Ridgeland School District 122

Distritos escolares de las escuelas preparatorias:
- Argo Community High School (District 217)
- Oak Lawn Community High School (District 229)
- Consolidated High School District 230: Amos Alonzo Stagg High School

Escuelas privadas en Bridgeview:
- Aqsa School (Escuela K-12 islámica)
- Universal School (Escuela K-12 islámica)

Escuelas K-8 privadas cerca de Bridgeview:
- St. Albert the Great School (Burbank)
- St. Louis DeMontfort School (Oak Lawn)
- St. Patricia School (Hickory Hills)
- Zion Lutheran School (Summit)

Moraine Valley Community College, un colegio comunitario, sirve a Bridgeview.